# Victor Nawatzki

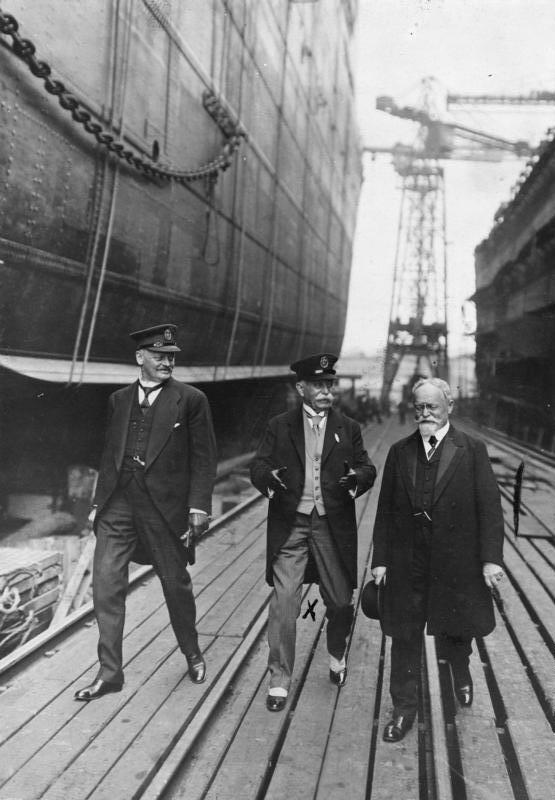
Stapellauf Lloyddampfer Zeppelin am 9. Juni 1914 (von links nach rechts) Dr. Philipp Heineken, Präsident des Norddeutschen Lloyd, Ferdinand Graf Zeppelin und Direktor Nawatzki

Victor Stanislaus Nawatzki (* 8. Juni 1855 in Oppeln; † 16. Februar 1940 in Eisenach) war Schiffbauer in Vegesack und Mitgründer des Bremer Vulkan.

## Biografie
Nawatzki drängte es von Jugend auf zur See. Mit sechzehn Jahren verließ er das Gymnasium und wurde Schiffsjunge. Nach seiner einzigen Seereise wurde er als untauglich entlassen, da er von einer Augen- und Gehörkrankheit geplagt wurde. Auf einer Oberrealschule holte er das Abitur nach und studierte von 1877 bis 1880 an der Technischen Hochschule in Berlin-Charlottenburg Maschinen- und Schiffbau.
Von 1881 an arbeitete er als Ingenieur zuerst einige Jahre bei Blohm + Voss in Hamburg und anschließend auf der Meyer-Werft in Papenburg. Im November 1887 begann er seine Tätigkeit in Vegesack, wo die damals sehr berühmte Werft des Johann Lange noch bestand, der jedoch inzwischen verstorben war. Da seine Erben keinerlei Interesse an dem Vermächtnis zeigten, sah sich Nawatzki dazu veranlasst, die Werft zu übernehmen. Es schien ihm, als ob wieder eine große Schiffsbauzeit auf Vegesack zukäme. Im gleichen Jahr begann Nawatzki mit dem Wiederaufbau der einst so bekannten Werft und knüpfte Beziehungen zu dem damals wohl bedeutendsten Bremer Kaufmann Franz Ernst Schütte. Auf diese Weise wurde am 23. Oktober 1893 die Werft Bremer Vulkan Aktiengesellschaft Schiffbau und Maschinenfabrik gegründet. Nawatzki wurde Direktor und war stets bemüht, mehr Platz für die sich immer weiter ausdehnende Wert zu gewinnen. Aus diesem Grunde zog er 1895 mitsamt der Werft nach Fähr-Lobbendorf um und fusionierte mit der Ulrichs Werft.
Bereits um 1910 stand der Bremer Vulkan unter den zehn größten deutschen Werften fast an der Spitze. Am Kriegsschiffbau hatte sich Nawatzki nie beteiligt, abgesehen von den Kriegsjahren, in denen er auf staatlichen Druck hin U-Boote bauen musste. Als er im April 1922 von seinem Posten zurücktrat, hatte er noch kurz zuvor den neuen Zweig der Produktion von Dieselmotoren eingeleitet. Er blieb jedoch auch in seinem Ruhestand als Vorsitzender des Aufsichtsrates der Firma verbunden. In einem Glückwunschschreiben zum 25-jährigen Jubiläum des Bremer Vulkan hieß es: „Wer die Geschichte des Bremer Vulkan schreiben will, wird die Biographie von Nawatzki schreiben müssen.“
Ab 1927 war Nawatzki Mitglied des Aufsichtsrats der Bremer Tauwerk-Fabrik AG.
Nawatzki wohnte in der Ulrichsvilla in der Weserstraße 65 in Vegesack, die 1840 der  Werftbesitzer Hermann Friedrich Ulrichs gebaut hatte.